# Kaiserliche Wagenburg Wien

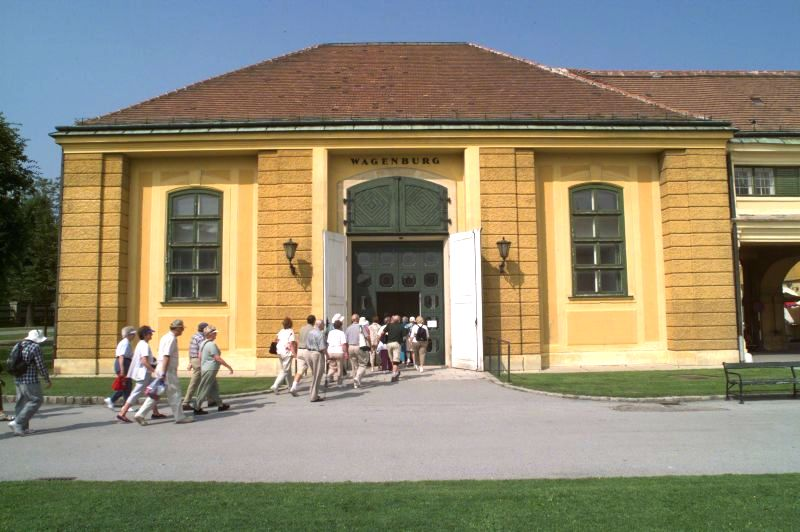
Wagenburg, Eingangsbereich

Die Kaiserliche Wagenburg Wien ist ein auf dem Areal des Schlosses Schönbrunn in Wien-Hietzing gelegenes Museum, in dem Glanzstücke aus dem Fuhrpark des österreichischen Kaiserhauses sowie bekannter Adelshäuser, insbesondere von Thurn und Taxis, zu finden sind. Das Museum, eine Abteilung des Kunsthistorischen Museums, zählt zu den bedeutendsten Sammlungen höfischer Prunk- und Gebrauchsfahrzeuge.

## Sammlungsgeschichte

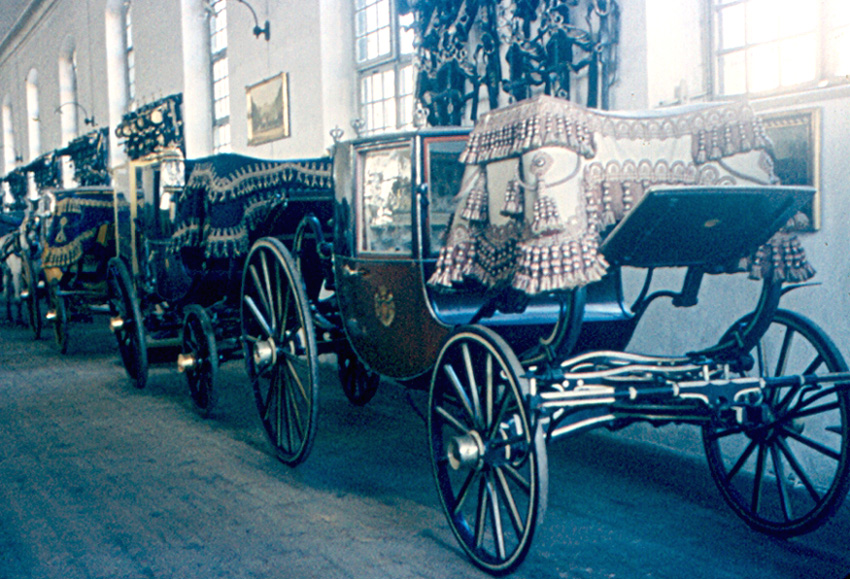
Fahrzeuge in der Wagenburg (1961)

Gegen Ende der österreichisch-ungarischen Monarchie umfasste die in den kaiserlichen Hofstallungen (heute Museumsquartier) untergebrachte k. k. Hof-Wagenburg rund 640 Fahrzeuge unterschiedlichster Art. Mit ihnen wurde der tägliche Transport einiger hundert Menschen und zahlreicher für den Hof benötigter Waren und Gegenstände bewerkstelligt. Die Verwaltung der Fahrzeuge oblag dem Oberststallmeisteramt, dessen Stab sich aus rund 500 Personen zusammensetzte. Zum Bestand des habsburgischen Marstalls gehörte auch die  Reiche Sattelkammer. Während der Kaiserzeit befanden sich die Hofstallungen an einem anderen Ort, nämlich auf dem Gelände des heutigen MuseumsQuartiers.
Nicht nur der Kaiser und seine Familie hatten Anspruch auf den Gebrauch von Hofwagen, sondern auch die Würdenträger und Bediensteten bis hin zu den Hof-Schauspielern und den Edelknaben. Dementsprechend groß war das Spektrum der Fahrzeuge, das von barocken Prunk-Karossen über Gala-, Freizeit- und Alltagswagen des 19. und frühen 20. Jahrhunderts bis hin zu einfachen Transportgefährten oder modernen Automobilen reichte.
Mit dem Zusammenbruch der österreichisch-ungarischen Monarchie verlor der kaiserliche Fuhrpark seine bisherige Funktion. Ein Teil der Wagen wurde nach 1918 von den Funktionären der neu gegründeten Republik Österreich weiterbenützt; manche Fahrzeuge mussten an die übrigen Nachfolgestaaten abgegeben werden, andere wiederum wurden an Privatpersonen verkauft, um die leeren Staatskassen zu füllen. Den überwiegenden Teil der Gefährte brachte man jedoch in ein kommerzielles Transportunternehmen, den „Bundes-Fuhrwerksbetrieb“, ein. Die zahlreichen Victorias, Mylords und Coupés, die von den Mitgliedern des Hofes im Alltag verwendet wurden und somit ein charakteristischer Bestandteil des Wiener Straßenbildes waren, gingen dadurch – ebenso wie der Bestand an Nutz- und Arbeitsfahrzeugen – verloren.
Nach Auflösung des Oberststallmeisteramts im Jahr 1922 wurde ein als historisch bedeutend und deshalb erhaltenswert geltender Rest des Hoffuhrparks zusammen mit einigen Beispielen des modernen Wagenbaus und den zugehörigen Pferdegeschirren und Livreen dem Kunsthistorischen Museum (KHM) übergeben. Es handelte sich vorerst um 90 Fahrzeuge, einige weitere kamen in späteren Jahren noch hinzu. Dazu kamen andere Bestände der Sattelkammer, wie Reitsättel, Pferdedecken und Ähnliches (Monturdepot). Ebenfalls 1922 mussten die dem Museum überlassenen Fuhrwerke ihren angestammten Platz in den Hofstallungen verlassen, da diese Räumlichkeiten nun der Wiener Messe AG vermietet wurden, die das Gebäude Jahrzehnte lang Messepalast nannte.
Da im Hofburgareal keine ausreichend großen Hallen zur Verfügung standen, wurden die Objekte in die ehemalige Winterreitschule von Schloss Schönbrunn übersiedelt. 1947 wurde die Wagenburg von der Direktion der Waffensammlung des Kunsthistorischen Museums, der sie seit 1922 unterstellt war, getrennt und als selbstständige Sammlung des Kunsthistorischen Museums, mit eigener Direktion, wissenschaftlichem Personal und Restauratoren eingerichtet.
Im November 2001 kehrte das letzte noch erhaltene Hof-Automobil, der 1914 von der österreichischen Firma Gräf & Stift gebaute spätere  „Kaiserwagen“, als Dauerleihgabe des einstigen Produzenten in den Bestand zurück. Kaiser Karl I. hatte ihn bei seiner Ausreise aus dem republikanischen Deutschösterreich im März 1919 per Bahn mit in die Schweiz genommen; später hatte ihn Gräf & Stift bei einer Auktion zurückerworben. 2007 lieh Gloria von Thurn und Taxis 17 ihrer Karossen und Kutschen dem Museum.

## Bestandteile der Sammlung

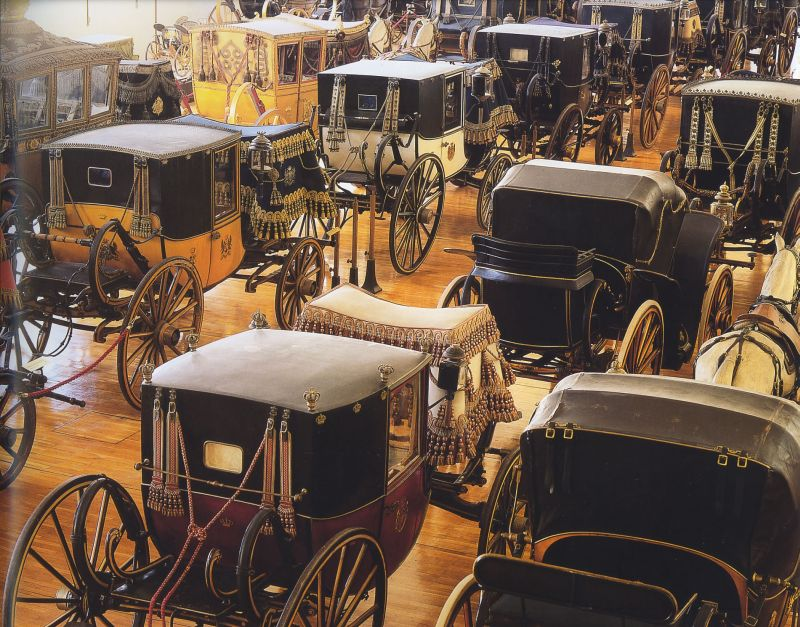
Wagenburg, Blick in die Schauhalle

Die Wagenburg beherbergt über 5000 Objekte, die großteils aus dem Zeitraum vom Barock bis zum Ende der österreichisch-ungarischen Monarchie stammen. Von den 161 Wagen bzw. Tragevorrichtungen der Wagenburg stammen 101 Stück aus dem Marstall des Wiener Hofes und 50 Stück aus Fuhrparks österreichischer Adelshäuser. In den Schauhallen der Wagenburg sind rund 60 Fahrzeuge ausgestellt. Die Sammlung gliedert sich in folgende Gruppen:
- Kutschen
  - Galawagen (Imperialwagen, Krönungskarossen, Galaberlinen, Karussellwagen, Leichenwagen)
  - Alltagswagen (Stadtwagen, Reisewagen)
  - Freizeitwagen (Gartenwagen, Selbstkutschierwagen, Jagdfahrzeuge, Kinderkutschen)
  - Nutzfahrzeuge (Pferdeabrichtwagen, Wirtschaftswagen, Löschfahrzeuge)
- Schlitten
- Sänften, Tragsessel
- Automobile
- Geschirre, Sättel, Schabracken …
- Gemälde, Graphiken